# 丽江武庙
丽江武庙，位于中国云南省丽江市古城区大研街道北门社区。

## 历史
丽江武庙由丽江府通判樊经、丽江府教授杨邠俊创建于清康熙四十五年（1706年），最初设于古城南门外。康熙五十二年丽江土知府木兴重修，乾隆七年，知府管学宣改建大门、对楼。。嘉庆十七年，贡生牛毓麟重修武庙，清道光十五年（1836年）迁建到位于府城“北门外”万卷山东侧的现址。《丽江府志略》）。道光十五年（1836年），武庙从南门外迁到北门。咸丰年间丽江武庙毁于兵火，同治十年十月，知府屈绍培重修。。民国以后，武庙年久失修，曾经成为军队驻地，又被县法院占用至1949年。1950年代由县粮食部门占用为仓库。

## 建筑
丽江武庙是一座四合院，今存正殿、东西厢房及花厅。大殿为单檐歇山顶，斗拱装饰。

## 保护
1988年11月9日，丽江武庙公布为第三批县级文物保护单位。
2020年，丽江武庙进行修缮，包括大殿、东殿、西殿、过厅四部分的揭顶、落架，木质结构修补等工作。